# Adesmus juninensis
Adesmus juninensis är en skalbaggsart som beskrevs av Maria Helena M. Galileo och Martins 1999. Adesmus juninensis ingår i släktet Adesmus och familjen långhorningar. Inga underarter finns listade i Catalogue of Life.